# Zayzun
Zayzun (en árabe: زيزون) es una localidad siria situada en Al-Ziyarah Nahiyah, en el distrito de Al-Suqaylabiyah, en Hama. Según la Oficina Central de Estadística de Siria, Zayzun tenía una población de 1944 habitantes en el censo de 2004.